# Alex Joseph Vadakumthala
Alex Joseph Vadakumthala (ur. 14 czerwca 1959 w Maradu-Panangad) – indyjski duchowny rzymskokatolicki, od 2014 biskup Kannur.

## Życiorys
Święcenia kapłańskie przyjął 19 grudnia 1984 i został inkardynowany do archidiecezji Werapoly. Był m.in. pracownikiem Papieskiej Rady ds. Duszpasterstwa Służby Zdrowia, sekretarzem generalnym komisji Konferencji Episkopatu Indii ds. służby zdrowia, asystentem kanclerza kurii oraz wikariuszem generalnym archidiecezji.
1 lutego 2014 otrzymał nominację na biskupa Kannur. Sakry biskupiej udzielił mu 23 marca 2014 abp Salvatore Pennacchio.